# Loxton Waikerie
Loxton Waikerie är en region i Australien. Den ligger i delstaten South Australia, omkring 160 kilometer öster om delstatshuvudstaden Adelaide. Antalet invånare är 11 454.
Följande samhällen finns i Loxton Waikerie:
- Waikerie
- Kingston
- Loxton
- Moorook
- Taylorville
- Pata
- Alawoona
- Ramco

Trakten runt Loxton Waikerie består till största delen av jordbruksmark. Runt Loxton Waikerie är det mycket glesbefolkat, med 2 invånare per kvadratkilometer. Genomsnittlig årsnederbörd är 344 millimeter. Den regnigaste månaden är februari, med i genomsnitt 57 mm nederbörd, och den torraste är december, med 13 mm nederbörd.